# Podersdorf am See
Podersdorf am See (węg. Pátfalu) – gmina targowa w Austrii, w kraju związkowym Burgenland, w powiecie Neusiedl am See. Według Austriackiego Urzędu Statystycznego liczyła 2,05 tys. mieszkańców (1 stycznia 2014).